# گرمابه سردار نصرت
حمام سردار مربوط به دوره قاجار و در کرمان، خیابان شریعتی، روبروي سه راه چمران، کوچه سردار، جنب بانک سپه شعبه بازار واقع شده و این اثر در تاریخ ۲۷ اسفند ۱۳۸۷ با شمارهٔ ثبت ۲۶۲۵۵ به‌عنوان یکی از آثار ملی ایران به ثبت رسیده است.
حمام سردار پشت حمام وکیل و متعلق به میرزا حسین خان عدل السلطنه معروف به سردار نصرت، نوه محمداسماعيل خان وكيل الملك اول و پسر مرتضي قلي خان وکیل الملک ثانی است. حمام سردار، زنانه و مکمل حمام وکیل بوده است.

## معماری
این بنا دارای کاشی های هفت رنگ، معقلی بسیار ساده و همچنین حجاری ساده بر روی سنگ  است که امروزه بدون استفاده می باشد.